# Plátano pícaro
El plátano en tentación, en almíbar, pícaro, dulce de plátano, o plátano maduro pícaro, es un plato típico de países del Caribe, como Colombia (Costa Caribe), Costa Rica, Panamá, República Dominicana y Venezuela que consiste en plátanos maduros o amarillos cocinados con mantequilla, canela, clavos de olor, azúcar o panela, refresco de kola o agua, al punto de que se doren y se obtenga una melaza. Se sirven normalmente como acompañantes de platos fuertes en almuerzos y comidas.

## Historia

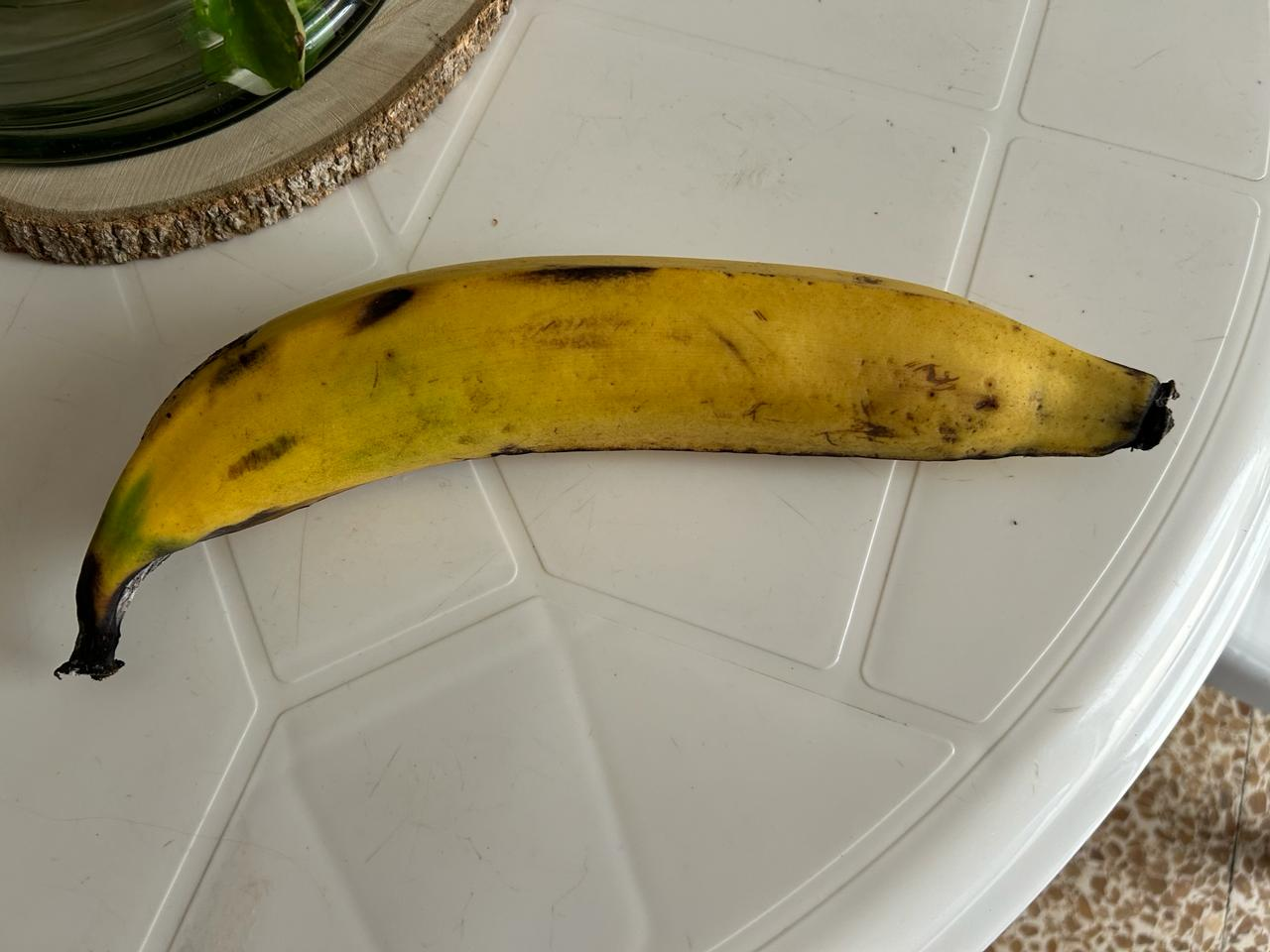
Plátano maduro.

Juan Requejo Salcedo, en 1640, en su obra «Relación Histórica y Geográfica de la Provincia Panamá», registra el consumo histórico del plátano en tentación en la Ciudad de Panamá: 

Dansse plátanos de Guinea, razimos hermossissimos, dulces y sabrosos estando maduros en su sazón, que son pequeños y los de la tierra suelen ser muy grandes, y assados con vino y azúcar son cordiales y no son dañossos; es la ordinaria cena o postre della deste lugar
Juan Requejo Salcedo